# Aleurodiscus occidentalis
Aleurodiscus occidentalis är en svampart som beskrevs av Ginns 1990. Aleurodiscus occidentalis ingår i släktet Aleurodiscus och familjen Stereaceae.   Inga underarter finns listade i Catalogue of Life.